# Montigny-Montfort
Montigny-Montfort är en kommun i departementet Côte-d'Or i regionen Bourgogne-Franche-Comté i östra Frankrike. Kommunen ligger i kantonen Montbard som tillhör arrondissementet Montbard. År 2022 hade Montigny-Montfort 277 invånare.

## Befolkningsutveckling
Antalet invånare i kommunen Montigny-Montfort
Referens:INSEE